# Lesser-Palast

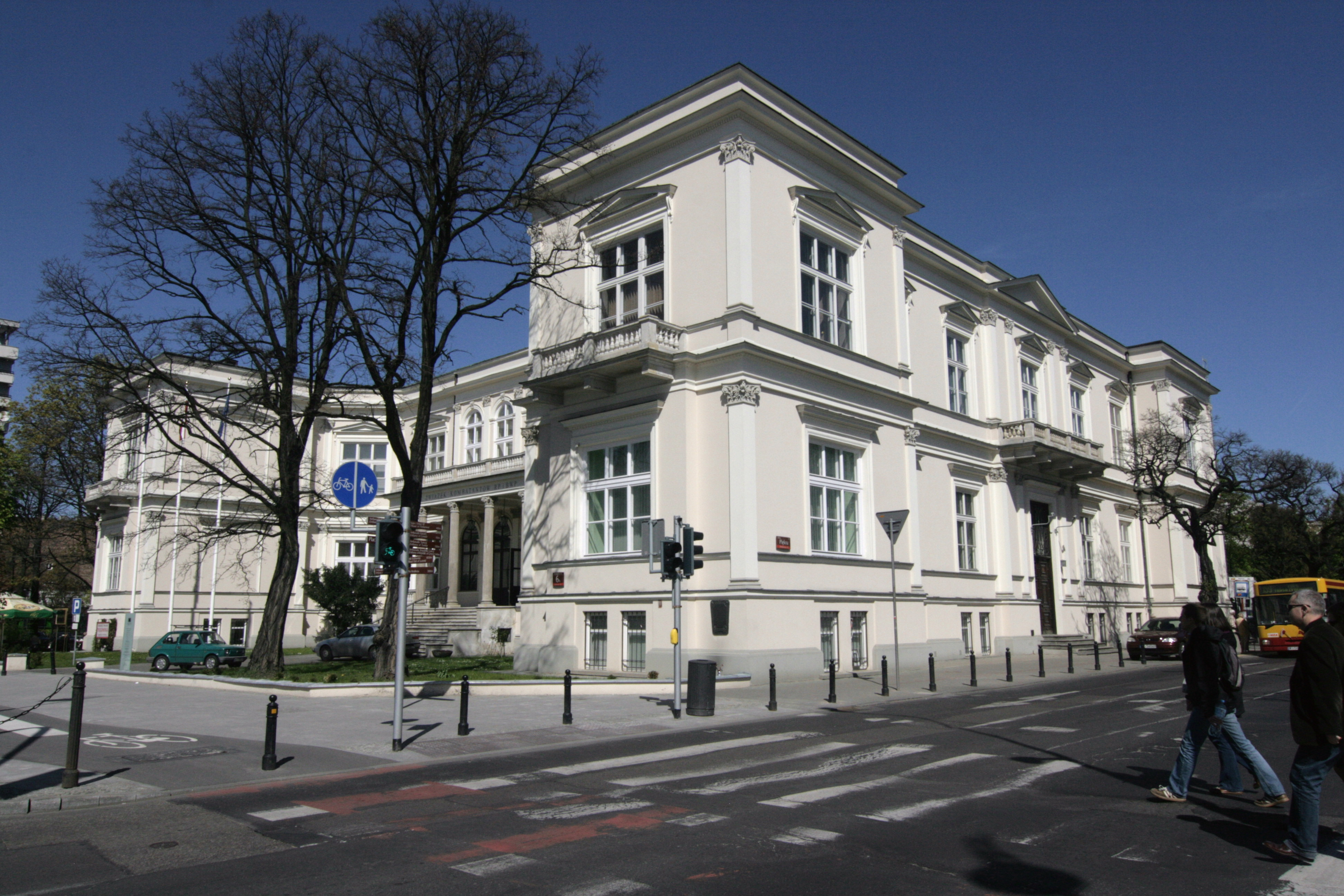
Der Südflügel zur Ulica Piękna

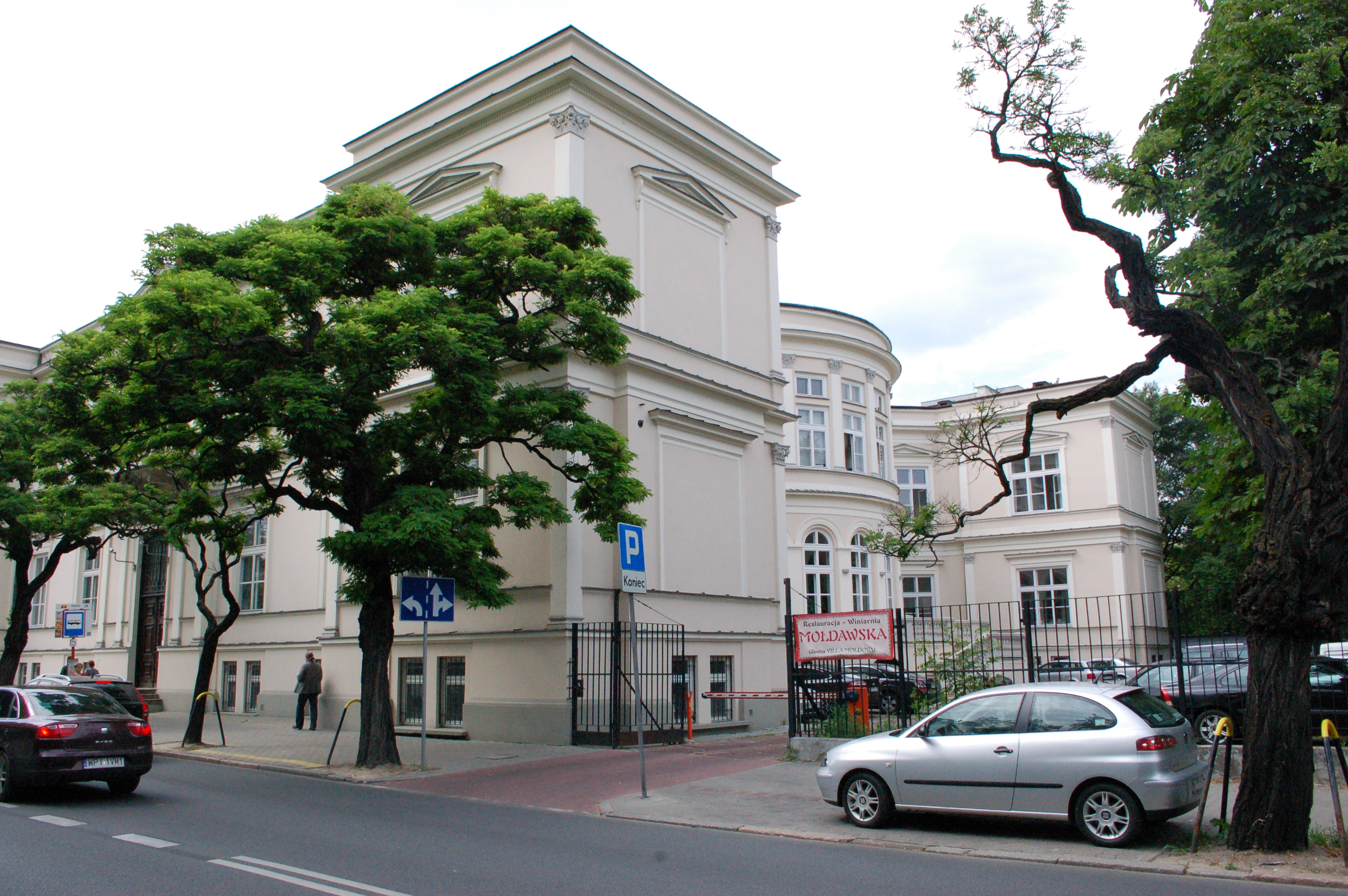
Halbrunder, großer Mittelrisalit zum ehemaligen Park

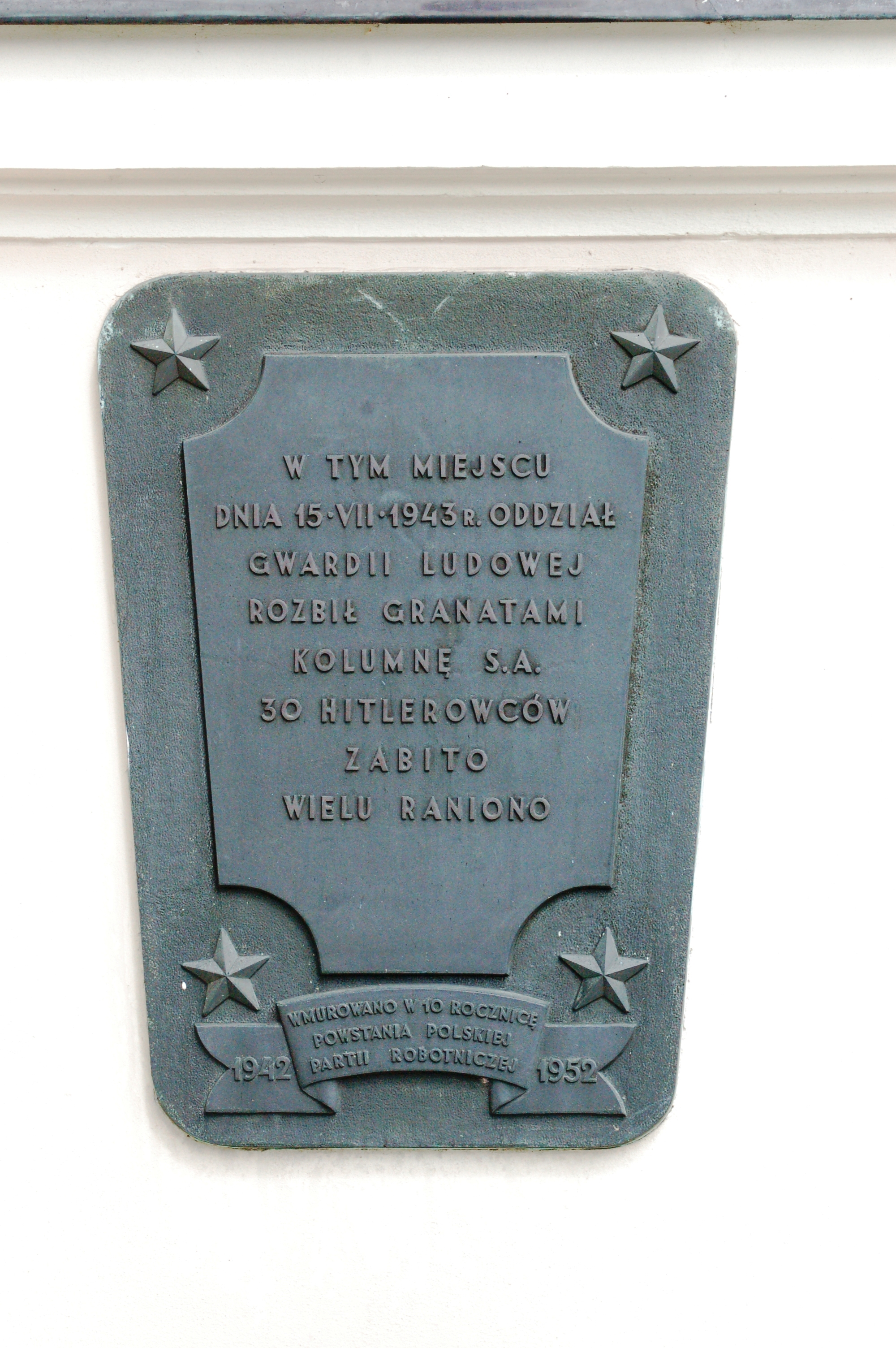
Gedenktafel des Angriffs auf eine deutsche Einheit im Jahr 1943

Der Lesser-Palast (auch Rembieliński-Palast genannt) ist eine großzügige Stadt-Residenz in Warschau im neoklassizistischen Stil. Ursprünglich zu repräsentativen Wohnzwecken errichtet, beherbergt der Palast seit der Jahrhundertwende Büros und Institutionen. Derzeit wird er als Sitz des Polnischen Verbandes der Kriegsveteranen und ehemaligen politischen Gefangenen (polnisch: Związek Kombatantów RP i Byłych Więźniów Politycznych), für Büros verschiedener Firmen und als Restaurant genutzt.

## Lage
Das Gebäude befindet sich im Warschauer Innenstadtdistrikt an der Kreuzung der Aleje Ujazdowskie und der Ulica Piekna in der Nähe des Sejms; die Adresse lautet Al. Ujazdowskie 6A. An der ul. Piekna schließt sich der Neubau der kanadischen Botschaft in Polen an, hier gegenüber liegt der Ujazdowski-Park. Zur parallel verlaufenden Ulica Matejki befindet sich ein kleinerer, ebenfalls öffentlicher Park, der durch das Abtragen von Ruinen nach dem Zweiten Weltkrieg entstanden ist. Gegenüber dem Palast liegen an der Al. Ujazdowskie die Villa Rau und die Botschaft der Vereinigten Staaten.

## Geschichte
Der Palast wurde Ende der 1840er nach einem Entwurf von Franciszek Maria Lanci für den Bankier Stanislaw Lesser zunächst im Renaissance-Stil errichtet. Noch vor Fertigstellung erwarb Aleksander Rembeliński das Anwesen und ließ das Gebäude im neoklassizistischen Stil umbauen. Bereits 1865 verkaufte er es – erneut noch nicht fertiggestellt – an Jan Wladyslaw Kurtz und Stanisław Ratyński. 1866 wurde Kurtz Alleineigentümer. Er stellte den Palast fertig. Da das Gebäude für ihn selbst zu groß war, richtete er neben der eigenen noch zwei weitere Wohnungen ein, die er vermietete. In Folge wechselte der Palast noch zweimal den Besitzer, im Jahr 1874 gehörte er Maria Jankowska.
Im Jahr 1899 kaufte der Großfabrikant Izrael Poznański aus Łódź den Palast auf Rechnung seiner Firma, einer Aktiengesellschaft zur Herstellung von Baumwollerzeugnissen (Towarzystwa Akcyjnego Wyrobów Włókienniczych), die hier ihren Sitz nahm. Ab 1918 befand sich im Gebäude die französische und ab 1924 die dänische Botschaft. Der Kohlengroßhändler Abraham Sojka erwarb das Palast 1935 zusammen mit seiner Frau Rachela. Zu der Zeit befand sich im Untergeschoss ein Offizierkasino.

### Zweiter Weltkrieg
Das Palast wurde 1939 bei der Schlacht um Warschau von einer Bombe getroffen und brannte aus. Am 15. August 1943 wurde von einer Gruppe der Polnischen Volksgarde (die später in der Armia Ludowa aufgehende Gwardia Ludowa) eine vorbeifahrende Kolonne der SA mit Granaten beworfen. Dreißig deutsche Soldaten starben bei dem Angriff. Eine in die Gebäudefassade eingelassene Gedenkplatte erinnert an die Aktion. 1944 wurde der Palast endgültig zerstört.
Im Jahr 1949 wurde er nach einem Entwurf von den Architekten Wacław Kłyszewski, Jerzy Mokrzyński und Eugeniusz Wierzbicki wiederaufgebaut. Die Ruinen der an das Gebäude vorher teilweise anschließenden Nachbarhäuser wurden ersatzlos entfernt, so dass zur ul. Matejki eine vorher nicht vorhandene Fassade gestaltet werden musste. Nach dem Wiederaufbau wurde hier zunächst das Museum der Geschichte der Vereinigten Polnischen Arbeiterpartei eingerichtet. Später war eine Musikschule Nutzer, bevor es zum Sitz der Verband der Kämpfer für Freiheit und Demokratie bestimmt wurde. 1990 wurde dieser Verband umbenannt.

## Architektur
Das Gebäude wurde symmetrisch auf einem gedrungenen H-Grundriss angelegt und besteht aus einem mittigen Kernbau sowie zwei schlanken Seitenflügeln im Süden und Norden. Über dem Souterrain befinden sich zwei Geschosse. Das Dach ist recht flach gehalten. An der Frontseite wurde ein aus sechs korinthischen Säulen bestehender, einstöckiger Portikus errichtet, auf dem sich eine Terrasse befindet. An der Rückseite befindet sich ein in den Park hereinreichender, großzügig verglaster, zweistöckiger Halbrundbau/Risalit. Die beiden Flügelgebäude verfügen je über zwei Außen- und einen Mittelrisaliten. Der Mittelrisaliten tragen einen kleinen Dachgiebel.